# Berry-Bouy
 Berry-Bouy  es una población y comuna francesa, situada en la región de  Centro, departamento de Cher, en el distrito de Vierzon y cantón de Mehun-sur-Yèvre.

## Demografía
| 531                       | 491 | 570 | 490 | 758 | 558 | 795 | 817 | 626 | 806 | 748 | 907 | 866 | 726 | 733 | 678 | 670 | 662 | 638 | 616 | 536 | 509 | 491 | 495 | 482 | 480 | 473 | 501 | 612 | 807 | 966 | 934 | 1 113 |
| (Fuente: Cassini e INSEE) |     |     |     |     |     |     |     |     |     |     |     |     |     |     |     |     |     |     |     |     |     |     |     |     |     |     |     |     |     |     |     |       |